# Femtômét
Femtômét biểu tượng fm, có nguồn gốc từ Đan Mạch và Na Uy từ chữ femten, là một đơn vị chiều dài bằng 10−15mét. Khoảng cách này cũng được gọi là khoảng cách Fermi và được đặt tên như vậy để vinh danh nhà vật lý Enrico Fermi, vì nó là quy mô chiều dài điển hình của vật lý hạt nhân.

## Định nghĩa và tương đương
| Femtômét        |                              |
| Hệ thống đơn vị | Hệ mét                       |
| Đơn vị đo       | Chiều dài                    |
| Biểu tượng      | fm                           |
| Chuyển đổi:     |                              |
| ...1fm...       | ...bằng...                   |
| Đơn vị SI       | 1x10−15m                     |
| Đơn vị tự nhiên | 6,1877x1019 ℓP 1,8897x10−5a0 |
| Đơn vị Mỹ/Anh   | 3,9370x10−14in               |

• 1000 áttômét = 1 femtômét = 1 fermi = 0,001 picômét =10−15mét 

• 1 000 000 femtômét = 10 ångström = 1 nanômét.

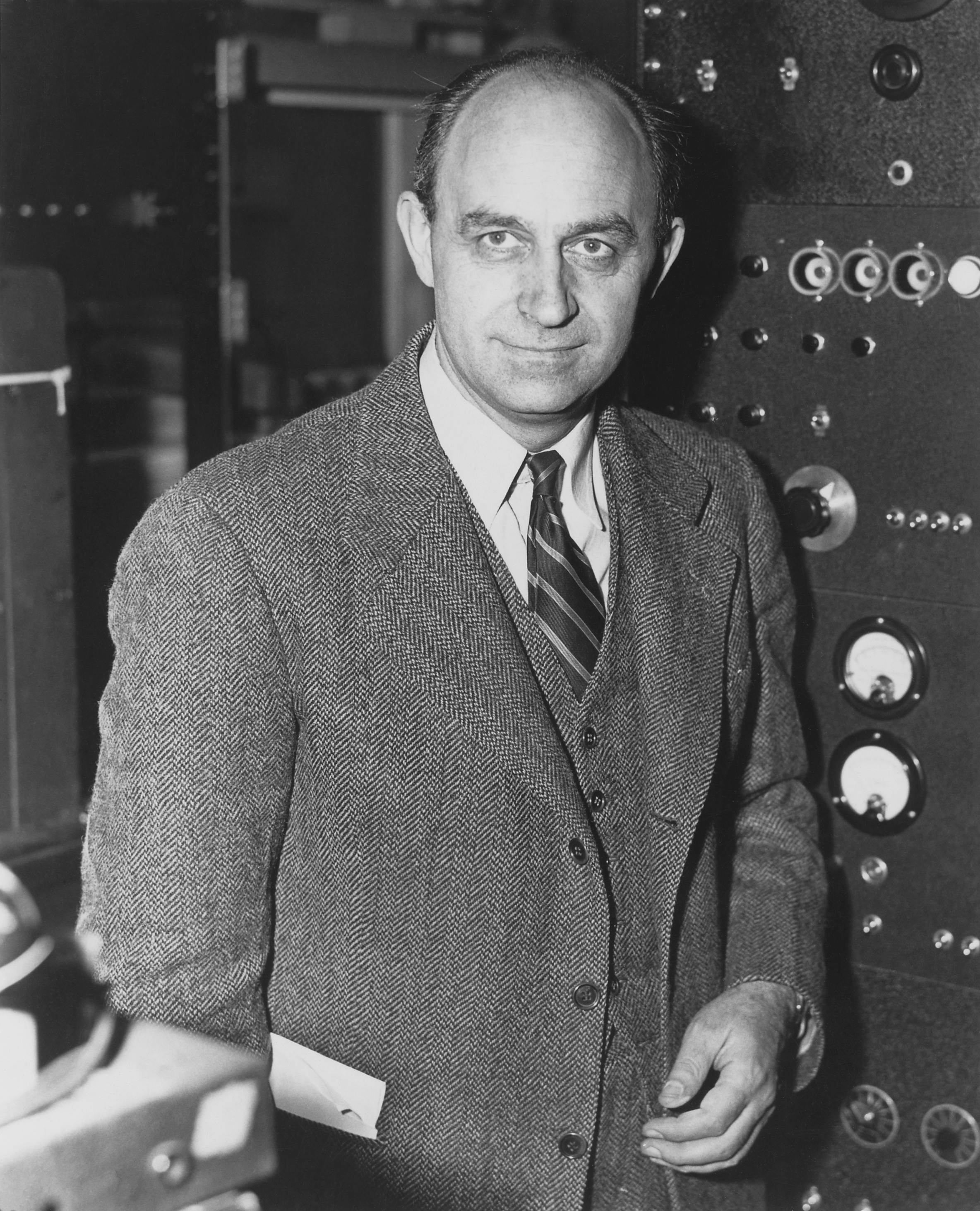
Nhà vật lý Enrico Fermi

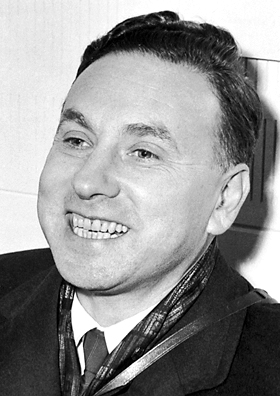
Robert Hofstadter

• Ví dụ, bán kính điện tích của một proton là khoảng 0,831 femtômét trong khi bán kính của hạt nhân vàng là khoảng 8,45 femtômét.

## Lịch sử
Fentômét được chấp nhận bởi  Conférence Générale des Poids et Mesures lần thứ 11, và được thêm vào SI vào năm 1964.
Fermi được đặt theo tên của nhà vật lý người Ý Enrico Fermi (1901–1954), một trong những người sáng lập ra vật lý hạt nhân. Thuật ngữ này do Robert Hofstadter đặt ra trong một bài báo năm 1956 được xuất bản trên tạp chí Nhận xét về Vật lý hiện đại có tựa đề "Sự tán xạ điện tử và cấu trúc hạt nhân". Thuật ngữ này được sử dụng rộng rãi bởi các nhà vật lý hạt nhân. Khi  Hofstadter được trao giải Nobel Vật lý năm 1961, nó sau đó đã xuất hiện trong bài giảng Nobel năm 1961 của ông, "Phương pháp tán xạ điện tử và ứng dụng của nó đối với cấu trúc của hạt nhân và hạt nhân" (11 tháng 12 năm 1961). 